# Zona Minera de Pino del Oro
Pino de Oro y la región donde se localiza se encuentran dentro de la Unidad Plutónica de Ricobayo, una gran penillanura granítica que se localiza entre las poblaciones de Ricobayo y Alcañices, en la provincia de Zamora. En la actualidad, esta región se encuentra encuadrada dentro del Parque Natural Arribes del Duero. Las deformaciones que afectaron a esta plataforma originaron numerosas fracturas, rellenadas por sílice, que dieron lugar a diques y filones de cuarzo, donde se encuentra el oro acompañado de otros minerales. El paisaje es suave y alomado, aunque quebrado bruscamente por la hendidura que forman las "Arribes" del Duero. Estamos ante un paisaje rural, caracterizado por el afloramiento de numerosos granitos, entre los que crece un monte bajo dominado por la encina. En la actualidad está muy antropizado, compuestos por cortinas, parcelas de terreno delimitadas con cercas de granito, y mangas, praderas comunales para el ganado que suelen situarse en las pequeñas vaguadas.

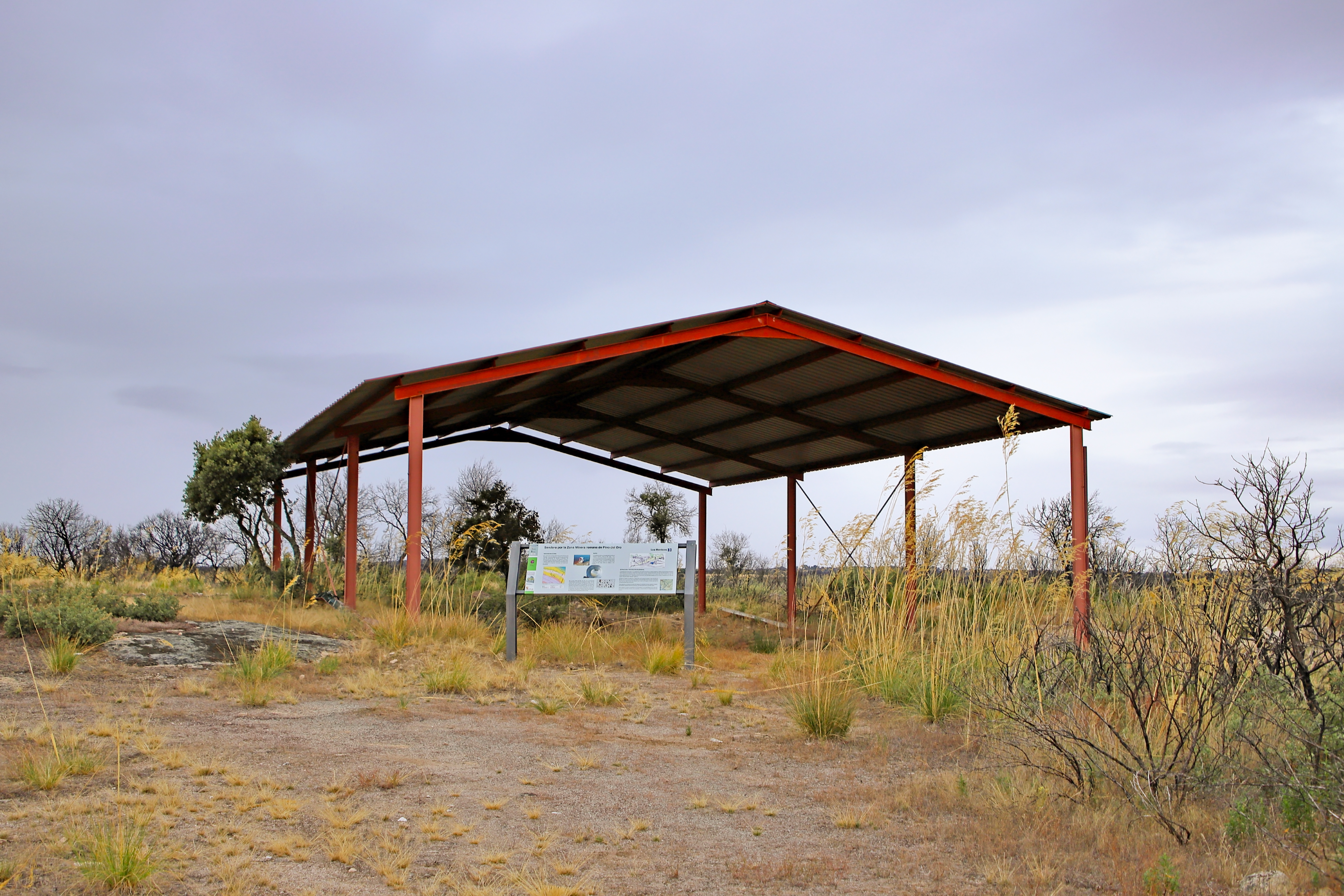
Trinchera de los Monticos

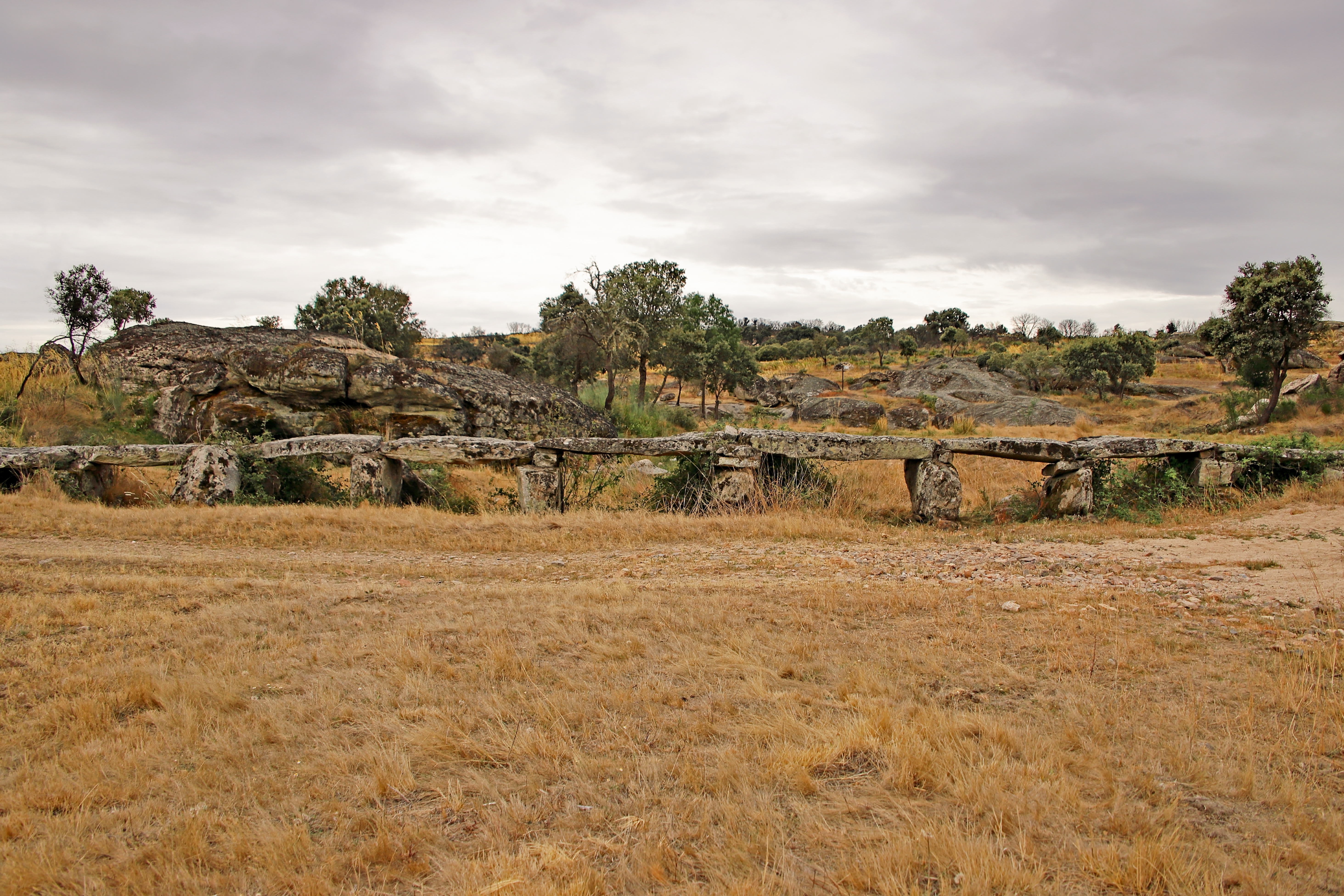
Puente en el arroyo de Funtelarraya

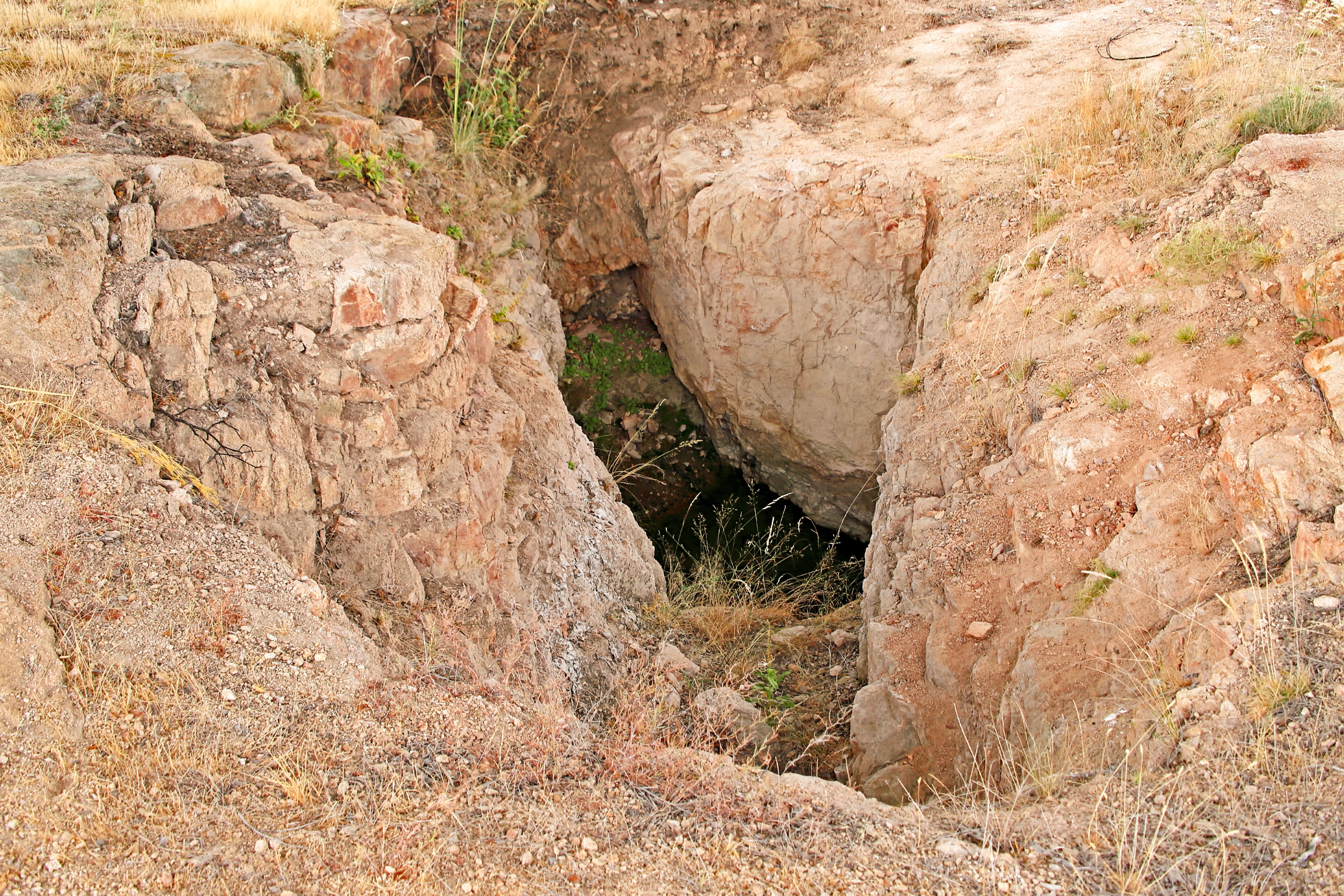
Filón minero

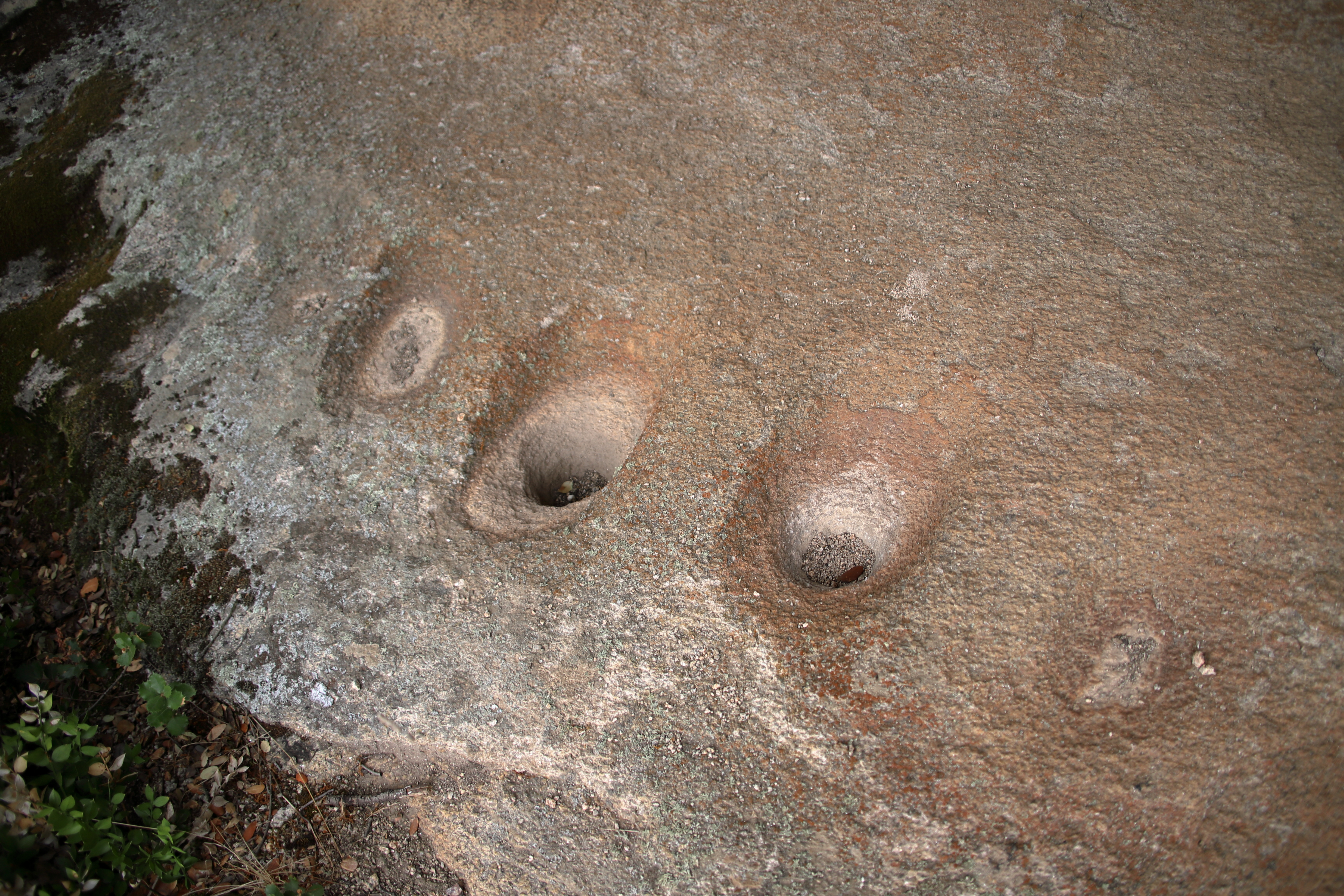
Cazoletas

Las minas de oro y su entorno fueron explotadas tras la conquista del Noroeste (29 - 19 a. C.), en las conocidas como guerras asturcántabras, durante los siglos I y II d. C. Estas están encuadradas dentro de una gran región minera del noroeste español que llegó a contar con más de 500 explotaciones, siendo Las Médulas la principal y más conocida en la actualidad. Las minas de Pino del Oro dejaron de ser explotadas en el siglo III d. C. coincidiendo con la crisis del Bajo Imperio Romano, aunque los materiales arqueológicos nos indican que la ocupación humana de esta región se prolongó hasta el siglo V d. C.
Las explotaciones mineras de oro de Pino del Oro no eran rentables bajo los parámetros del capitalismo actual, ya que, según estudios realizados, la ley de oro o cantidad de metal que contiene esta región es escaso, varía entre 0,1 y 1,3 gramos por tonelada. La clave de esta explotación hay que entenderla dentro del contexto del mantenimiento del patrón monetario romano, que se produce tras la reforma fiscal de Augusto. Este sitúa en su cúspide al áureo o quinario, de ahí la necesidad de una explotación exhaustiva de todos los recursos mineros de oro posibles del Imperio.
Los diferentes conjuntos mineros de Pino del Oro se articulan en torno a los arroyos de Fuentelarraya, Cazorla y Valdelarmeda, en donde se han conseguido localizar más de 70 lugares de explotación o tratamiento del mineral. Estas explotaciones fueron trabajadas por las poblaciones indígenas que, tras la conquista, pasaron a ser peregrini, hombres libres que no eran ciudadanos romanos. Las minas eras explotadas dentro del sistema de tributación del estado romano, es decir, los habitante del lugar trabajaban estacionalmente unos días o meses al año para, de esta forma, pagar en forma de trabajo al fisco romano. En este contexto eran las aristocracias locales las que ejercían de intermediarias entre la administración romana y las poblaciones locales, como queda reflejado en el pacto de hospitalidad de El Picón.

## Explotación minera
La actividad minera de época romana se esconde entre el paisaje rural, cuyo origen se remonta a los siglos I y II d. C. Las labores y técnicas mineras son comunes a todo el Noroeste peninsular. Según Plinio El Viejo tras la primera selección y triturado del mineral, se molía hasta dejarlo como harinas. La novedad en Pino del Oro se encuentra en sus estructuras singulares del lavado del mineral. Este se realizaba en "cazoletas", unos huecos rectangulares labrados directamente en los canchales de granito y de unos 20x40 o 30x60 cm. En estos se molía el mineral, para luego ser bateado y extraer así el oro que contenía. Su singularidad se produce respecto al modelo de producción llevado a cabo en el Noroeste español, ya que dentro del Imperio Romano encontramos este sistema de producción en las minas de plata de Laurión (Grecia), las minas de oro de Egipto en época de los Ptolomeo, en las minas de oro de Dolaucothi (Gales) o las más cercanas de Tres minas en el norte de Portugal.
Tras la extracción, se realizaba una primera selección en la que se separaba la ganga (frecuentemente cuarzo) y la roca estéril (granito). El mineral aurífero seleccionado era triturado, tostado para reducir el mineral y ayudar a que la roca se deshiciese y sometido a un primer lavado donde se recogían las partículas más pesadas. Finalmente era molido sobre los morteros labrados en los canchales de granito del entorno. Este proceso se desarrollaba a pie de mina. El material molido era posteriormente lavado en fino para extraer las partículas de oro, aprovechando los arroyos cercanos.  

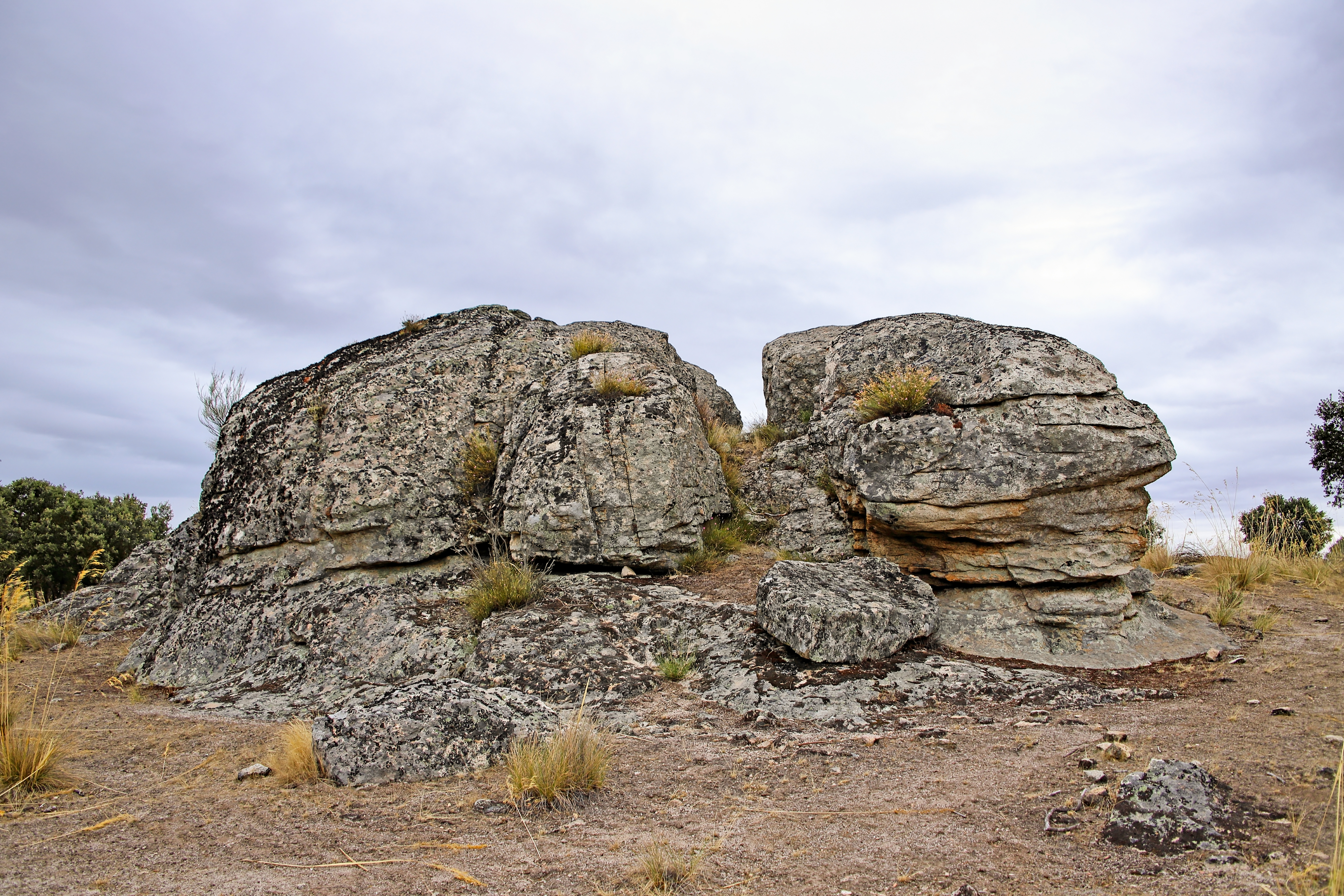
Peña Latalaya

Las antiguas trincheras mineras, tras su abandono por los romanos en el siglo III d. C. fueron ocupadas, de nuevo, por la naturaleza, las partes que sobresalen formaron pequeños montículos cubiertos de vegetación y las cortas inundadas dieron lugar a pequeñas lagunas que, en la región, se les denominó Llagos y que la cultura popular recubrió a lo largo de la historia con leyendas sobre su origen. De este modo, aparece el Llago los Bueyes, en cuyo origen está la desaparición de un carro de bueyes; el Llago Las Mozas, en cuyo origen se encuentra el ahogamiento de jóvenes danzarines que practicaban bailes paganos; por último, también incluimos aquí el Llagomesero, en cuyas misteriosas aguas se encuentran riquezas imposibles de recuperar.   

## Lugares más destacados de la explotación minera
Los hitos más destacados de la explotación minera de Pino del Oro que, actualmente, son visitables y presentan una guía elaborada por el CSIC, son:

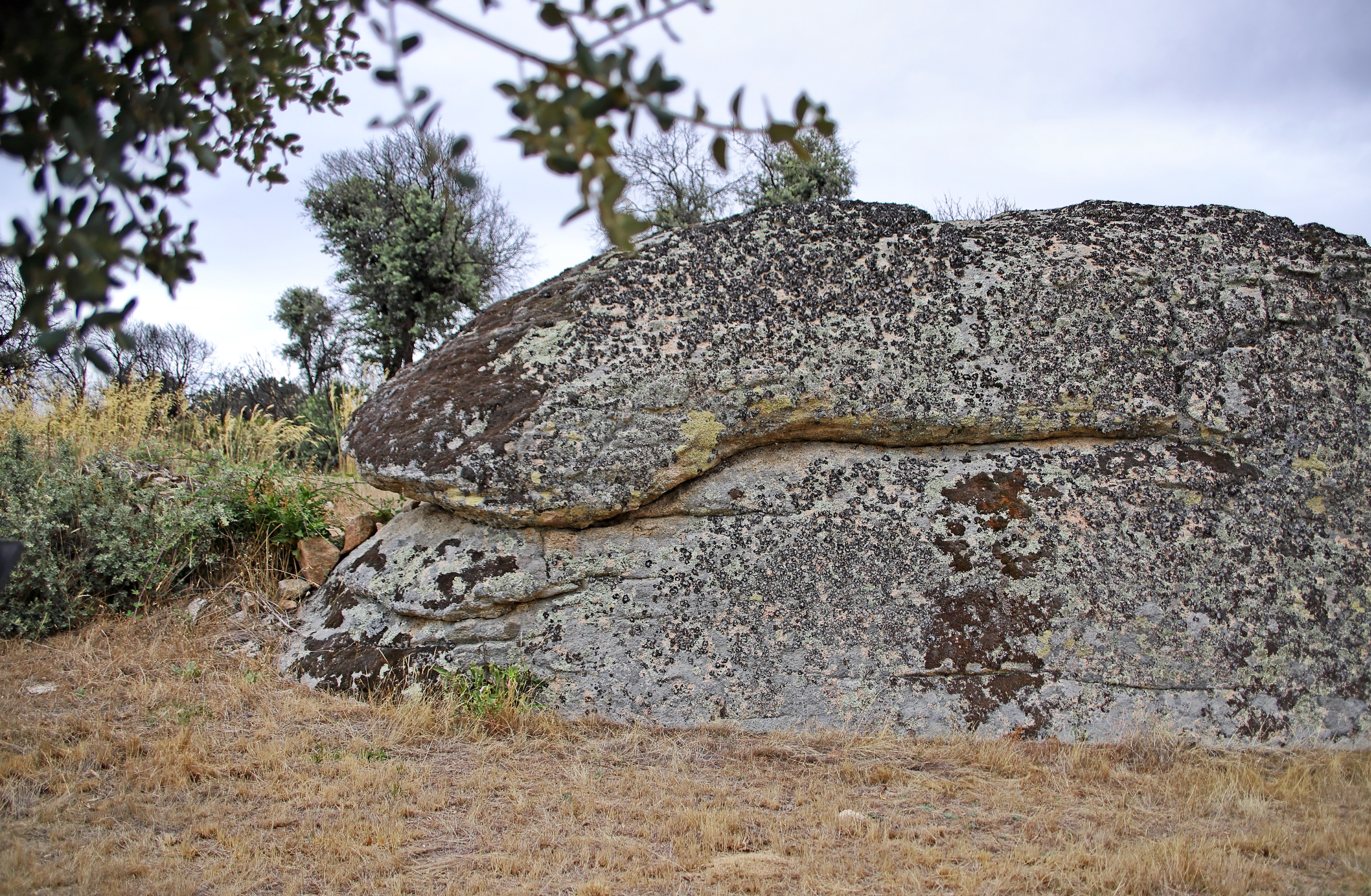
Peña La Sierpe

- Peña Latalaya: un mirador natural desde el que podemos observar el paisaje actual, sus formaciones graníticas y la transformación humana desde época romana hasta su actual uso ganadero.
- Arroyo Fuentelarraya: un arroyo en las cercanías de Pino del Oro donde los romanos bateaban la tierra extraída para encontrar el codiciado mineral. Este arroyo junto con los de Cazorla y Valdelarmeda estructuran el recorrido por la explotación minera.
- Peña La Sierpe:  antigua explotación minera de Pino del Oro que conserva un gran número de cazoletas, ya que en ellas aparece representado el triturado y lavado del mineral extraído de trincheras cercanas. En la región se conoce a través de la leyenda de la Paya de La Sierpe. Esta cuenta que un pastor alimentó con leche una cría de culebra, estos se convirtieron en amigos inseparables, pero la culebra creció y creció hasta convertirse en una Sierpe, el pastor se sintió amenazado y tuvo que marchar, como constancia de su antigua amistad el pastor labró la figura de la Sierpe en la visera de la Paya.[6]
- Trincheras de La Ribera: antiguas trincheras para extraer mineral de oro que tras el abandono de los romanos fueron cubiertos por la vegetación del entorno. Estas serían las trincheras más profundas de la antigua explotación de oro romana, aunque apenas superan los 5 metros de profundidad, por lo que estaríamos hablando de una "minería de rapiña".[7]